# Pečan
Pačan je priimek več znanih Slovencev:
- Breda Pečan (*1946), biologinja in političarka
- Gregor Pečan, ravnatelj Gimnazije Kočevje
- Jože Pečan (1901—1962), zdravnik okulist
- Marija Pečan (1933—2023), zdravnica anesteziologinja, prof. MF